# 학위남발학교
학위남발학교(學位濫發學校)는 학위나 졸업장을 불충분하거나 대학교육을 받지 않고, 또는 공식적인 승인기구의 승인이 없이 주는 곳을 말한다. 영어권에서는 졸업장공장(卒業狀工場, 영어: diploma mill), 또는 학위공장(學位工場, 영어: degree mill)이라고 부른다.
웹스터 사전에(Webster’s Third New International Dictionary) 의하면, "국가(주)나 전문적인 기관의 관리없이 운영되고, 가짜이거나 (적당한 기준에 부합하지 못하기 때문에) 하찮은 졸업장(학위)을 수여하는 고등교육기관이다."라고 뜻을 써놓고 있다. 이러한 학교에서 학위를 취득하는 이유는 여러가지가 있겠지만, 대체로 학위를 빠른 시간내에 취득하거나, 자기과시의 목적인 경우가 많다.
미국같이 민간에서 대학에 학위수여 기관 인증을 하는 경우, 인가기관이 학위남발학교에 인가를 남발하는 경우가 있는데 이를 인가공장(accredition mill)이라고 부른다. 세계적으로 일부 학교의 경우 학위를 남발한다는 비판을 받고 있으며, 이런 대학교를 학위남발학교 또는 졸업장 공장(영어: Diploma mill 디플로머 밀[*])이라고 한다. 대한민국에서는 학사, 석사, 박사 인원을 국가기관인 교육부에 허가를 취득하고 등록하여 관리하므로 정식 학위를 남발하기는 어렵다. 그런데도 국내에서 편법적으로 내국인이 아닌 해외유학생에게 학위를 수여한 사건이 일어나 수사한 일이 있다. 국내와 달리 제도적 관리가 약한 미주 지역과 유럽 일부 지역은 학위를 대학교가 직접 관리하므로 이러한 학위남발의 폐해가 다수 발생한다.
미국처럼 학위를 대학교에서 직접 관리할 경우 불법적 기여입학 학위, 편법 학위 취득과 같은 문제가 발생하기도 하고, 폭로되어 문제가 되기도 한다. 미국의 소규모 사립 대학의 경우는 공공연하게 경제 잡지나 주간지에 단기 학위 취득 과정을 홍보하기도 하며, 공공연히 학위를 남발하는 대학교에 대한 명단이 존재할 정도이다.
국내에서도 사회적으로 명예로운 활동을 하는 인물에게 주는 명예 학위는 정식 학위가 아니므로 교육부에 등록하지 않는다. 이러한 점을 이용해 명예 박사 학위의 경우 대학들이 명예로운 활동 인물이 아닌데도 남발하여 수여하고 있다는 지적이 있다. 해외에서는 학위를 돈을 받고 남발하는 경우에는 학위 장사라고 표현하기도 한다. 가짜 학위 장사는 대학교에서 주관하기도 하지만, 단순히 서류만 조작하는 작업으로 해외 대학교 학위증을 위조하여 판매한다. 국내에서도 다양한 지역 대학교를 졸업하는 인력이 늘면서 가짜 학위증의 문제도 함께 늘어나는 추세이다.

## 정식 대학교와 비인가 대학
미국 고등교육인증협의회(CHEA)등의 인증을 받지 않는 학교가 전 세계적으로 셀 수 없을정도로 많다고 하며, 자신들의 약점을 감추려는 듯, 명문대와 유사한 경우가 많다. 예를 들어 스탠퍼드 대학교(Stanford University in California)와 유사한 이름을 가진 학교는 Standford University와 Stafford University가 있는데, 둘 다 비인가 대학이다. 영국 옥스퍼드 대학교(University of Oxford)는 세계적인 명문이지만 옥스퍼드 국제대학(International Oxford University)은 인가받지 않은 곳이다. 또한, 다트머스 대학교(Dartmouth College)와 유사한 이름을 가진 'Darthmouth University'와 'Darthmouth College'도 인가받지 않은 대학이다. 둘 다 철자를 자세히 살펴보지 않으면 인가대학인지 비인가대학인지 구분하기 힘들다.
또한, 지명을 붙인 대학과 유사 이름을 가진 학교들도 많다. 예를 들어 텍사스 주립 대학교의 정식영문표기는 'University of Texas'이며, Texas University는 비인가 대학이다. 또 다른 대학인 'Texas State University'와 'Texas Tech University'는 정식 인증대학이다. 또한, 볼티모어 대학교(University of Baltimore)는 인가된 대학인 반면 '볼티모어 시립 대학교'(Baltimore State University)는 비인가 대학이다. 그런데, 클리블랜드 주립대학교(Cleveland State University)는 정식 대학교이지만 '클리버랜드 대학교'(Cleveland University)는 비인가 대학이다. 또 보스턴 칼리지(Boston College)는 정식대학교인데 비해 보스턴 시립대학(Boston City College)은 비인가 대학이다.

## 학사운영 및 학위취득
신입생을 모집하여 입학을 하면, 학사운영을 하는데 통신을 이용하여 원거리 학습을 제공하는 경우도 있지만, 이마저도 현지어 강의로 이루어지 않은 경우가 대부분이다. 교재만 제공(판매)하고, 자격이 미달되는 논문을 통과시켜 학위를 수여하는 곳도 수두룩하다. 심지어는 교수도, 교재도, 커리큘럼도, 교육시설도 없이, 책 1권을 읽고 원하는 분량만큼 요약본을 보내오면 학사 학위를 주고, 석사 과정은 여기에 6쪽짜리 리포트, 박사 과정은 12쪽짜리 리포트만 보내오면 학위를 보내주는 경우도 있다.

## 주요 대상
학위가 없어 승진이나 전직에 어려움을 겪는 현지 직장인들 및 경제적 여유가 있는 졸부들이 대부분이다.

## 사례
- 2006년 3월, 러시아의 유명대학의 한국내 분교로 위장한 음악원에서 박사학위를 받은 사람들이 무더기로 적발되었다.
- 2007년에는 미국의 비인가대학에서 받은 학위를 가지고 대학원 입학 및 교수로 임용된 사람들의 허위학력이 드러났다.
- 2007년 10월, 필리핀의 비인가대학에서 받은 학위를 가지고 소위로 임관한 학사사관 출신 장교들이 무더기로 적발되어 임관 무효명령과 동시에 이등병으로 재입대했다. 다만, 이미 제대한 학사 42기 2명에 한해서는 징역 3년의 실형을 선고하고 법정구속되었으며 계급도 예비역 중위에서 예비역 병장으로 강등했다.

## 같이 보기
- 지잡대

## 참고자료
- 스탠퍼드大는 대체 몇 개?
- 돈 주고 ‘짝퉁학위’로 학력 세탁 사회지도층 낯 두꺼운 행세
- 美 ‘학위공장’학력위조의 유혹 “1주일이면 OK”